# Rifargia paupera
Rifargia paupera är en fjärilsart som beskrevs av Felix Bryk 1953. Rifargia paupera ingår i släktet Rifargia och familjen tandspinnare. Inga underarter finns listade.